# Rhynchosia bakeri
Rhynchosia bakeri är en ärtväxtart som beskrevs av Schinz. Rhynchosia bakeri ingår i släktet Rhynchosia och familjen ärtväxter. Inga underarter finns listade i Catalogue of Life.